# Mesostico

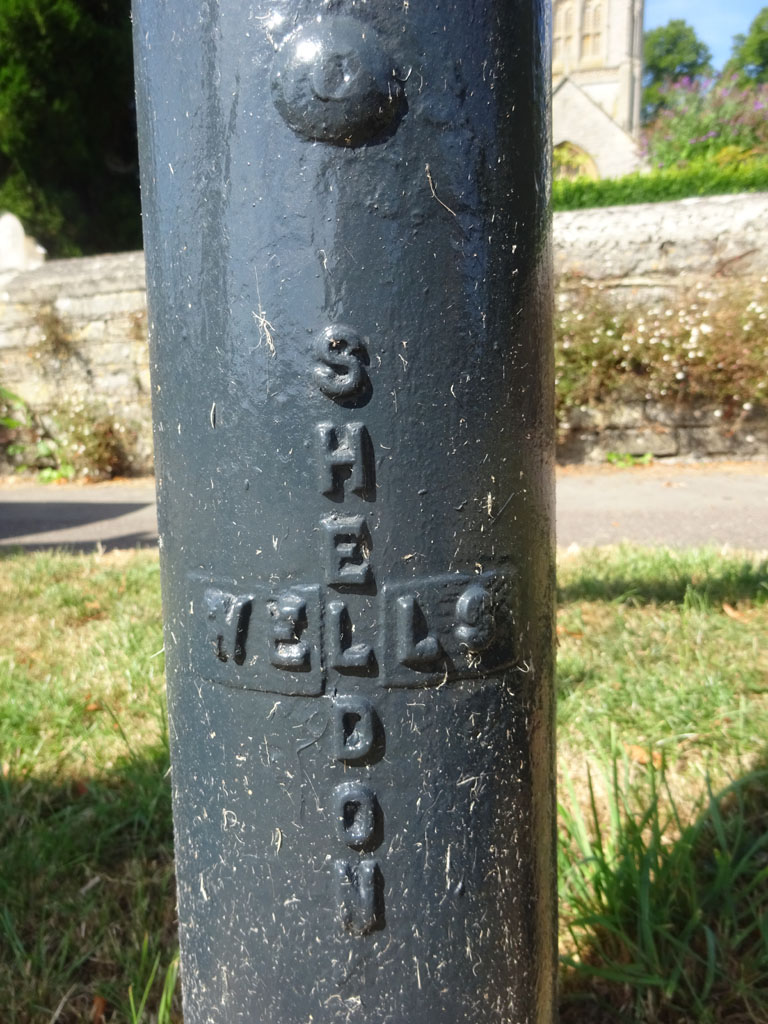
Esempio di mesostico ("Sheldon Wells")

Il mesostico (dal greco μέσος, «medio» e στίχος, «verso») è una variante dell'acrostico, in cui, a differenza di quest'ultimo, sono le lettere o le sillabe o le parole centrali di ciascun verso, e non quelle iniziali, che formano un nome o una frase.